# Линк, Артур
Артур Стэнли Линк (англ. Arthur Stanley Link; 8 августа 1920, Нью-Маркет (Виргиния), Виргиния — 26 марта 1998, Advance, Северная Каролина) — американский историк, известный биограф президента США Вудро Вильсона; именной профессор американской истории Принстона, член Американского философского общества и Американской академии искусств и наук. Дважды лауреат премии Бэнкрофта.
Президент Американской исторической ассоциации.
Его главным научным достижением указывают редактирование 69-томного издания «Документов Вудро Вильсона», издававшегося издательством Принстонского университета с 1966 по 1994 год.

## Биография и творчество
Родился в семье пастора лютеранской церкви; вырос в Маунт-Плезант (штат Северная Каролина). Получив образование в государственных школах Северной Каролины, окончил Университет Северной Каролины в 1941 году как бакалавр. Затем поступил там же в аспирантуру по истории, его научным руководителем был Fletcher Melvin Green. Также учился у Howard K. Beale; получил степень доктора философии в 1945 году. Работал инструктором в Северной Каролине и в Чапел-Хилл, являлся стипендиатом в Колумбийском университете, прежде чем присоединится к Принстону в 1945 году. В 1947 году вышел первый том его биографии Вильсона «Вудро Вильсон: дорога в Белый дом» (второй том — «Вильсон: новая свобода» (1956)). Спустя еще два года Линк стал доцентом Северо-Западного университета; с 1954 фул-профессор. Уже в 50-х, благодаря своим трудам, он утвердится как специалист по Вильсону. Его книга «Вудро Вильсон и прогрессивная эра» (1954) из серии «Новая американская нация», проанализировала метаморфозу Вильсона от прогрессистского сторонника прав штатов до ново-националистического интервенциониста в традициях, если не духе Теодора Рузвельта. В 1960 возвратился в Принстон, с 1965 именной профессор (по 1991). С 1992 на пенсии. Состоял почётным адъюнкт-профессором Университета Северной Каролины в Гринсборо.
В 1958 году профессор имени Хармсворта в Оксфорде. 
Один из немногих, являвшихся президентами Американской исторической ассоциации, Организации американских историков и Южной исторической ассоциации (на момент своего избрания — третий таковой, после C. Vann Woodward и Джона Хоупа). Удостоился 10 почетных степеней.
Входил в состав редакционных коллегий Journal of Southern History и Journal of American History.
Автор более 30 книг, включая пятитомную биографию Вильсона, учебника «Американская эпоха: история Соединенных Штатов с 1890-х годов», выдержавшего ряд переизданий.
Овдовел в 1996, имел троих сыновей и дочь; являлся активным пресвитерианцем, служил правящим старейшиной; являлся вице-президентом Национального совета церквей Христа в Америке.